# Coupe de France 1979/80
Der Wettbewerb um die Coupe de France in der Saison 1979/80 war die 63. Ausspielung des französischen Fußballpokals für Männermannschaften. In diesem Jahr meldeten 2.473 Vereine.
Titelverteidiger war der FC Nantes, der dieses Mal früh ausschied. Gewinner der Trophäe wurde die Association Sportive de Monaco. Dies war der dritte Pokalsieg der Monegassen bei ihrer vierten Finalteilnahme; der letzte Erfolg lag allerdings bereits 17 Jahre zurück. Endspielgegner Union Sportive d’Orléans, in der zweiten Liga zuhause, bestritt sein erstes Finale und war erst der sechste unterklassige Klub seit Einführung des Profifußballs in Frankreich (1932), der so weit vordringen konnte.
Überhaupt entwickelte sich diese Saison zum „Jahr der Zweitdivisionäre“: im Achtelfinale stellten sie die Hälfte der verbliebenen Teilnehmer, im Viertelfinale waren sie noch zu fünft und in der Vorschlussrunde zu dritt gegen lediglich einen Erstligisten. Das war seit 1932 noch nie vorgekommen. Demgegenüber gab es für die Amateurteams nicht viel zu gewinnen: die drei einzigen, die das Zweiunddreißigstelfinale überstanden hatten (die drittklassigen Entente Bagneaux-Fontainebleau-Nemours, Calais RUFC und die US Montagnarde aus dem bretonischen Inzinzac-Lochrist), schieden bereits in der folgenden Runde aus.
Nach den von den regionalen Untergliederungen des Landesverbands FFF organisierten Qualifikationsrunden griffen ab der Runde der letzten 64 Mannschaften auch die 20 Erstligisten in den Wettbewerb ein. Die Spielpaarungen wurden für jede Runde frei ausgelost; allerdings besaßen die Vereine der höchsten Spielklasse das Privileg, im Zweiunddreißigstelfinale gesetzt zu sein und nicht aufeinandertreffen zu können. In dieser Saison erwies sich dieser Schutz allerdings als kontraproduktiv: acht Erstdivisionäre scheiterten bereits in der ersten landesweiten Runde, allesamt zwangsläufig an unterklassigen Teams. Zur folgenden Ausspielung wurde diese Bestimmung abgeschafft.

Sämtliche Begegnungen bis auf das Zweiunddreißigstelfinale und das Endspiel (jeweils nur eine Begegnung auf neutralem Platz, ggf. mit Verlängerung und Elfmeterschießen zur Ermittlung des Siegers) wurden in Hin- und Rückspielen ausgetragen. Hatten dabei beide Mannschaften eine gleich hohe Zahl von Treffern erzielt, gewann diejenige, die auf dem Platz des Gegners mehr Tore geschossen hatte. Stand es auch hierbei gleich, wurde zunächst das Rückspiel verlängert und anschließend – sofern erforderlich – ein Elfmeterschießen durchgeführt.

## Zweiunddreißigstelfinale
Spiele am 9./10. Februar 1980. Die Vereine der beiden professionellen Ligen sind mit D1 bzw. D2 bezeichnet, diejenigen der landesweiten Amateurspielklassen mit D3 oder D4, die höchsten regionalen Amateurligen als DH („Division d’Honneur“).
| - EA Guingamp D2 – US Véloce Vannes D4 2:0 - FC Mulhouse D2 – Pierrots Vauban Strasbourg D3 2:0 - Montpellier La Paillade SC D2 – INF Vichy D3 4:1 - Stade Quimper D2 – UES Montmorillon D2 5:1 - US Orléans D2 – US Nœux-les-Mines D2 2:1 n. V. - US Montagnarde D3 – SCO Angers D1 1:0 - Entente Bagneaux-Fontainebleau-Nemours D3 – Stade Brest D2 2:1 - AS Cannes D2 – Olympique Marseille D1 1:1 n. V. (4:2 i. E.) - FC Sochaux D1 – FC Thionville D2 2:1 - AJ Auxerre D2 – AS Libourne D3 2:1 - AS Angoulême D2 – Olympique Lyon D1 0:0 n. V. (4:2 i. E.) - US Valenciennes D1 – FC Limoges D2 1:1 n. V. (4:3 i. E.) - AS Saint-Étienne D1 – AS Saint-Médard-en-Jalles D4 4:0 - FC Nantes D1 – FC Tours D2 4:1 - RC Strasbourg D1 – EDS Montluçon D2 4:0 - Olympique Avignon D2 – Norcap Olympique Grenoble DH 1:1 n. V. (6:5 i. E.) | - Stade Reims D2 – Racing Club de France D3 2:0 - Paris Saint-Germain D1 – AS Creil D3 2:0 - Paris FC D2 – ASM Belfort D3 2:1 n. V. - FC Rouen D2 – LB Châteauroux D2 2:0 - Le Havre AC D2 – Girondins Bordeaux D1 2:1 - Olympique Alès D2 – Sporting Toulon D2 3:2 n. V. - Stade Rennes D2 – Stade Laval D1 2:0 - Olympique Nîmes D1 – FC Toulouse D2 5:1 - Calais RUFC D3 – US Dunkerque D2 1:0 - OGC Nizza D1 – FC Valence D4 1:0 - RC Lens D1 – SC Abbeville D3 0:0 n. V. (6:5 i. E.) - OSC Lille D1 – Gazélec FCO Ajaccio D2 3:0 - FC Martigues D2 – SEC Bastia D1 1:0 - FC Metz D1 – EAC Chaumont D2 2:0 - AS Monaco D1 – AS Béziers D2 3:1 - RCFC Besançon D2 – AS Nancy D1 1:0 |

## Sechzehntelfinale
Hinspiele am 7. bis 9., Rückspiele am 14. bis 16. März 1980
| - EA Guingamp D2 – US Valenciennes D1 1:2, 0:2 - Montpellier La Paillade SC D2 – FC Mulhouse D2 4:0, 2:3 - Stade Quimper D2 – Paris FC D2 1:2, 0:2 - US Orléans D2 – US Montagnarde D3 3:0, 3:0 - Entente Bagneaux-Fontainebleau-Nemours D3 – FC Metz D1 0:0, 1:2 - AS Cannes D2 – RCFC Besançon D2 1:1, 0:1 - AJ Auxerre D2 – Calais RUFC D3 1:0, 5:1 - Olympique Avignon D2 – AS Angoulême D2 0:0, 0:1 | - Paris Saint-Germain D1 – RC Lens D1 0:2, 1:1 - FC Rouen D2 – AS Saint-Étienne D1 0:4, 2:4 - Olympique Alès D2 – Stade Reims D2 0:1, 0:4 - Stade Rennes D2 – Le Havre AC D2 0:0, 2:2 - Olympique Nîmes D1 – FC Sochaux D1 1:1, 0:1 - OGC Nizza D1 – RC Strasbourg D1 2:0, 0:1 - OSC Lille D1 – FC Nantes D1 1:0, 2:1 - FC Martigues D2 – AS Monaco D1 1:3, 2:5 |

## Achtelfinale
Hinspiele am 11., Rückspiele am 15. bzw. 21. April 1980
| - US Valenciennes D1 – FC Sochaux D1 2:0, 0:3 - US Orléans D2 – RCFC Besançon D2 1:0, 2:1 - FC Metz D1 – AJ Auxerre D2 2:2, 0:1 - AS Angoulême D2 – Stade Reims D2 2:0, 0:1 | - RC Lens D1 – Montpellier La Paillade SC D2 5:4, 0:2 - AS Saint-Étienne D1 – OGC Nizza D1 4:1, 2:2 - Stade Rennes D2 – Paris FC D2 2:0, 0:4 - AS Monaco D1 – OSC Lille D1 4:0, 0:2 |

## Viertelfinale
Hinspiele am 9., Rückspiele am 13. Mai 1980
| - FC Sochaux D1 – AS Monaco D1 1:0, 0:1 (4:5 i. E.) - AS Angoulême D2 – US Orléans D2 2:0, 1:5 | - Montpellier La Paillade SC D2 – AS Saint-Étienne D1 0:0, 1:1 - Paris FC D2 – AJ Auxerre D2 1:1, 2:0 |

## Halbfinale
Hinspiele am 30. Mai, Rückspiele am 3. Juni 1980
| - AS Monaco D1 – Montpellier La Paillade SC D2 2:1, 4:2 n. V. | - US Orléans D2 – Paris FC D2 3:1, 1:2 |

## Finale
Spiel am 7. Juni 1980 im Pariser Prinzenparkstadion vor 46.136 Zuschauern
- AS Monaco – US Orléans 3:1 (1:1)

### Mannschaftsaufstellungen
AS Monaco: Jean-Luc Ettori – Daniel Zorzetto, Bernard Gardon, Alain Moizan, Alfred Vitalis – Jean Petit , Didier Christophe, Roger Ricort (Roger Milla, 55.) – Christian Dalger, Delio Onnis, Albert Emon (Thierry Ninot, 78.)
Trainer : Gérard Banide
US Orléans: Patrick Viot – Pascal Drouet, Yannick Plissonneau, André Bodji, Jacky Lemée  – Bruno Germain, Roger Marette (Jacques Froissart, 81.), Michel Albaladéjo – Ante Hamerschmit (Philippe Helbert, 81.), Joseph Loukaka, Loïc Berthouloux
Spielertrainer : Jacques „Jacky“ Lemée
Schiedsrichter: Georges Konrath (Schwindratzheim)

### Tore
1:0 Marette (6., Eigentor)

1:1 Marette (24.)

2:1 Emon (47.)

3:1 Onnis (66.)

### Besondere Vorkommnisse
Schiedsrichter Konrath leitete sein zweites Endspiel nach 1977, und in der folgenden Saison sollte noch eine dritte Beauftragung hinzukommen.
Orléans’ zweifacher Endspieltorschütze Roger Marette hatte schon im Halbfinale mit einem späten Treffer während des Rückspiels bei Paris FC für das Erreichen dieser letzten Entscheidung gesorgt; ohne dieses Tor wäre die USO aufgrund der Auswärtstorregel ausgeschieden.